# Pardosa atomaria
Pardosa atomaria este o specie de păianjeni din genul Pardosa, familia Lycosidae. A fost descrisă pentru prima dată de C. L. Koch, 1847. Conform Catalogue of Life specia Pardosa atomaria nu are subspecii cunoscute.